# Ramin Ott
Ramin Shamin Ott (Pago Pago, 22 giugno 1986) è un calciatore samoano americano di origine tedesca, di ruolo attaccante.

## Carriera

### Club
Ott ha giocato per il Konica Machine FC fino al 2008. È stato nominato miglior giocatore della stagione nel 2007. Nel 2008 ha firmato un contratto con il Bay Olympic, diventando così il secondo calciatore samoano americano dopo Rawlston Masaniai a giocare fuori dalle Samoa americane.
Nel 2009 rescinde il suo contratto con la squadra neozelandese. Inoltre ha anche un fratello (Diamond Ott), anch'egli calciatore nella nazionale delle Samoa Americane.

### Nazionale
Ott ha iniziato la sua carriera internazionale giovanile nelle qualificazioni per il Campionato mondiale di calcio Under-17 2003 dove ha realizzato un gol nella partita Samoa Americane-Samoa. Il risultato fu di 1-3 per le Samoa Americane. Ha anche segnato un gol nella partita Samoa Americane-Isole Cook. Il match finì 1-1 ed è stato il primo punto guadagnato nella storia del calcio dalle Samoa Americane.
Ha iniziato la sua carriera in nazionale maggiore nel 2003, nel corso delle qualificazioni per i Giochi Olimpici estivi 2004.
Nel 2007 Ott ha segnato il primo gol internazionale delle Samoa Americane nella sconfitta contro le Isole Salomone per 12-1 durante i Giochi del Sud Pacifico 2007.
Con 3 reti è primatista nella nazionale Samoa Americane in 14 partite fino ad oggi.

## Statistiche

### Cronologia delle presenze e reti in nazionale
| Cronologia completa delle presenze e delle reti in nazionale ― Samoa Americane | Cronologia completa delle presenze e delle reti in nazionale ― Samoa Americane | Cronologia completa delle presenze e delle reti in nazionale ― Samoa Americane | Cronologia completa delle presenze e delle reti in nazionale ― Samoa Americane | Cronologia completa delle presenze e delle reti in nazionale ― Samoa Americane | Cronologia completa delle presenze e delle reti in nazionale ― Samoa Americane | Cronologia completa delle presenze e delle reti in nazionale ― Samoa Americane | Cronologia completa delle presenze e delle reti in nazionale ― Samoa Americane |
| Data                                                                           | Città                                                                          | In casa                                                                        | Risultato                                                                      | Ospiti                                                                         | Competizione                                                                   | Reti                                                                           | Note                                                                           |
| ------------------------------------------------------------------------------ | ------------------------------------------------------------------------------ | ------------------------------------------------------------------------------ | ------------------------------------------------------------------------------ | ------------------------------------------------------------------------------ | ------------------------------------------------------------------------------ | ------------------------------------------------------------------------------ | ------------------------------------------------------------------------------ |
| 10-05-2004                                                                     | Apia                                                                           | Samoa                                                                          | 4 – 0                                                                          | Samoa Americane                                                                | Qual. Mondiali 2006                                                            | -                                                                              |                                                                                |
| 12-05-2004                                                                     | Apia                                                                           | Samoa Americane                                                                | 1 – 9                                                                          | Vanuatu                                                                        | Qual. Mondiali 2006                                                            | -                                                                              |                                                                                |
| 15-05-2004                                                                     | Apia                                                                           | Figi                                                                           | 11 – 0                                                                         | Samoa Americane                                                                | Qual. Mondiali 2006                                                            | -                                                                              |                                                                                |
| 17-05-2004                                                                     | Apia                                                                           | Samoa Americane                                                                | 0 – 10                                                                         | Papua Nuova Guinea                                                             | Qual. Mondiali 2006                                                            | -                                                                              |                                                                                |
| 25-08-2007                                                                     | Apia                                                                           | Isole Salomone                                                                 | 12 – 1                                                                         | Samoa Americane                                                                | Qual. Mondiali 2010                                                            | 1                                                                              | 84’                                                                            |
| 28-08-2007                                                                     | Apia                                                                           | Samoa Americane                                                                | 0 – 7                                                                          | Samoa                                                                          | Qual. Mondiali 2010                                                            | -                                                                              |                                                                                |
| 30-08-2007                                                                     | Apia                                                                           | Samoa Americane                                                                | 0 – 15                                                                         | Vanuatu                                                                        | Qual. Mondiali 2010                                                            | -                                                                              |                                                                                |
| 02-09-2007                                                                     | Apia                                                                           | Tonga                                                                          | 4 – 0                                                                          | Samoa Americane                                                                | Qual. Mondiali 2010                                                            | -                                                                              | 80’                                                                            |
| 23-11-2011                                                                     | Apia                                                                           | Samoa Americane                                                                | 2 – 1                                                                          | Tonga                                                                          | Qual. Mondiali 2014                                                            | 1                                                                              | 68’                                                                            |
| 25-11-2011                                                                     | Apia                                                                           | Samoa Americane                                                                | 1 – 1                                                                          | Isole Cook                                                                     | Qual. Mondiali 2014                                                            | -                                                                              |                                                                                |
| 27-11-2011                                                                     | Apia                                                                           | Samoa                                                                          | 1 – 0                                                                          | Samoa Americane                                                                | Qual. Mondiali 2014                                                            | -                                                                              |                                                                                |
| 31-08-2015                                                                     | Nuku'alofa                                                                     | Samoa                                                                          | 3 – 2                                                                          | Samoa Americane                                                                | Qual. Mondiali 2018                                                            | -                                                                              |                                                                                |
| 02-09-2015                                                                     | Nuku'alofa                                                                     | Tonga                                                                          | 1 – 2                                                                          | Samoa Americane                                                                | Qual. Mondiali 2018                                                            | 1                                                                              | 77’                                                                            |
| 04-09-2015                                                                     | Nuku'alofa                                                                     | Samoa Americane                                                                | 2 – 0                                                                          | Isole Cook                                                                     | Qual. Mondiali 2018                                                            | -                                                                              |                                                                                |
| Totale                                                                         |                                                                                | Presenze                                                                       | 14                                                                             |                                                                                | Reti                                                                           | 3                                                                              |                                                                                |

## Palmarès

### Club

#### Competizioni nazionali
- ASFA Soccer League: 1

Pago Youth: 2016